# Clinteria tetraspilota
Clinteria tetraspilota är en skalbaggsart som beskrevs av Hope 1833. Clinteria tetraspilota ingår i släktet Clinteria och familjen Cetoniidae. Inga underarter finns listade i Catalogue of Life.